# Narodni muzej Srbije
Narodni muzej Srbije (srbsko Народни музеј Србије, Narodni muzej Srbije) je največji in najstarejši muzej v Beogradu, Srbija. 
Ustanovljen je bil 10. maja 1844. V sedanjo zgradbo je bil preseljen leta 1950 in svečano odprt 23. maja 1952. Muzejska zbirka se je od ustanovitva povečala na več kot 400.000 predmetov. Med njimi so tudi tuje mojstrovine.
Zgradba Narodnega muzeja Srbije je bila leta 1979 razglašena za spomenik kulture posebnega pomena.

## Zbirke
Muzej ima 34 arheoloških, numizmatičnih, umetniških in zgodovinskih zbirk.

### Arheološke zbirke
Glavno zbirko sestavljajo kipi iz Vinče (6.-5. tisočletje pr. n. št.), kot je Gospa iz Vinče, in Lepenskega vira (7. tisočletje pr. n. št.). V zbirki so tudi različne skulpture, orožje, čelade in drugi predmeti iz starega Rima, 1005 predmetov iz antične Grčije in različni predmeti keltskega izvora. Najdragocenejši predmet iz tega obdobja je voziček iz Dupljaje (16.-13. stoletje pr. n. št.), zlate maske iz Trebeništa (6. stoletje pr. n. št.), gospodinjski kompleti iz Jabučja (1. stoletje), beograjski Cameo (4. stoletje) in srebrni pas s svastiko (5. stoletje pr. n. št.). Obstaja tudi zbirka iz starega Egipta. Najbolj znana predmeta  iz te zbirke  sta dragocen zlat sarkofag in mumija egipčanskega duhovnika Nesmina.
- Rimska keramika (3.-4. stoletje)
- Licinijevi srebrni krožniki (4. stoletje)
- Bista Marka Avrelija
- Bista cesarja Dioklecijana
- Bista cesarja Trajana

### Numizmatika
Numizmatična zbirka ima več kot 300.000 predmetov (kovanci, medalje, prstani in pečati). Zbirka ue razdeljena na deset manjših sklopov od 6.-5. stoletja pr. n. št. dalje. V zbirki so kovanci Filipa II. Makedonskega (359–336 pr. n. št.) in Aleksandra Velikega (336–323 pr. n. št.), zlat medaljon cesarja Valentinijana I., kovani leta 364 pr. n. št., srebrni dinarji od srbskega kralja Stefana Radoslava (1227–1233)  dalje in drugi. 
- Zlat pečatni prstan (14. stoletje)
- Kovanca Stefana Uroša III.

### Srednji vek
Obsežna srednjeveška zbirka vsebuje predmete predvsem iz Evrope in Azije. Najdragocenejši je iluminiran, 362 strani dolg rokopis Miroslavovega evangelija, napisan leta 1186 v srednjeveškem Srbskem kraljestvu. Rokopis je zaradi svoje zgodovinske vrednosti vpisan v Unescov Register svetovnega spomina. V muzeju je sarkofag Stefana Dečanskega iz 14. stoletja, prstani srbske kraljice Teodore (pred 1322)  in kralja Stefana Radoslava (1219-1220), plašč kralja Stefana Milutina iz 1. desetletja 14. stoletja, slavospev knezu Lazarju – slavna vezenina nune Jefimije iz leta 1402 in okoli 120 ikon iz obdobja 1200-1500, vključno z Ohridsko zbirko.
- Miroslavov evangelij
- Miroslavov evangelij (sodobni prepis)
- Ikona iz 14. stoletja
- Hvalnica kneza Lazarja, vezenina nune Jefimije s pozlačeno nitjo na svileni tkanini

### Umetniška  zbirka
Zbirka slik in tiskov mednarodnih umetnikov vsebuje 2.446 del, Zbirka jugoslovanskih umetnikov pa več kot 6.000 del. Med slednjimi je 1.700 slik srbskih avtorjev iz 18. in 19. stoletja in 3.000 slik iz 20. stoletja. V zbirko ni všteta  Srbska srednjeveška zbirka. V muzeju so zbirke srednjeveških srbskih, francoskih, nizozemskih, flamskih, italijanskih, ruskih, nemških, japonskih, kitajskih (od 1644-1978), angleških, španskih, madžarskih, romunskih, bolgarskih in jugoslovanskih umetnikov in zbirke različnih zbiralcev umetnin. Celotna zbirka vsebuje več kot 16.000 slik, grafik, risb, ikon in tiskov in več kot 900 skulptur.
Najdragocenejša je zbirka francoskih mojstrov, ki vsebuje izredno redke slike  Matissea, Picassa, Renoirja, Rouaulta, Degasa, Cézannea in drugih. Večino del je zbral in doniral jugoslovanski knez Pavel Karađorđević.
Erih Šlomović, rojen leta 1915 v Đakovu, Hrvaška,  je bil varovanec  Ambroisea Vollarda, največjega trgovca z umetninami na svetu. Šlomović je ustvaril svojo zbirko umetnin, ki je leta 1941 štela okoli 600 umetnin. Erihova družina je leta 1941 zbežala iz Neodvisne države Hrvaške v Srbijo. Eriha in brata Egona so kot talca za ubite nemške vojake odpeljali v taborišče Ćuprija  in ju kmalu zatem ubili. Njegova zbirka, ki je bila največja in najbogatejša zbirka francoske umetnosti na Balkanu in ena najlepših na svetu, je skoraj nedotaknjena preživela drugo svetovno vojno. Šlomovićeva mati Rosa in sestrična sta se skrivali pri srbskih družinah in preživeli  holokavst. Mati  je sinovo zbirko po drugi svetovni vojni v znak zahvale  podarila  Narodnemu muzeju Srbije.

#### Italijanska umetniška zbirka
V italijanski umetniški zbirki je več kot 230 del mojstrov in mojstrskih delavnic od 14. do 20. stoletja. Zbirka vsebuje dela Domenica Veneziana, Giovannija di Paola, Raffaella Santija, Tiziana, Tintoretta, Domenica Robustija, Carpaccia, Lorenza di Credija,  Guida Renija, Spinella Aretina, Francesca Bassana mlajšega, Leandra Bassana, Giovannija Battista Tiepola, Canaletta, Francesca Guardija, Giulia Carpionija, Andree Celestija, Biagia Faggionija in drugih. Zbirka grafik in jedkanic vsebuje dela Botticellija, Annibaleja Carraccija, Giovannija Battiste Piranesija, Paola Veroneseja, Amedea Modiglianija, Luigija Ontanija, Guglielma Achilleja Cavellinija, Giuseppeja Pinot-Gallizia in drugih.
- Paolo Veneziano (okoli 1355): Madona z otrokom
- Paolo di Giovanni Fei (1390): Madona s Kristusom na prestolu
- Tizian (1556):  Portret kraljice Kristine Danske
- Tintoretto: Madonan z otrokom
- Madona z malim Kristusom in malim sv. Janezom, ki se pripisuje Raffaellu
- Lorenzo di Credi: Čaščenje

#### Nizozemska in flamska umetniška zbirka
V nizozemski in flamski zbirki je več kot 500 del (210 slik in 220 grafik in gravur in več kot 80 risb). Narodni muzej Srbije je bil prvi na svetu, ki je v svojo stalno zbirko vključil dela Pieta Mondriana. V muzejski zbirki so zastopani naslednji umetniki: Juan de Flandes, Hieronymus Bosch, Cornelis de Vos, Anthonis van Dyck, Antonis Mor, Jan Brueghel starejši, Marten de Vos, Joos van Cleve, Jan Antonisz van Ravesteyn, Rubens, Jan van Goyen, Justus Sustermans, Simon de Vos, Jan Viktorsson, Willem van Aelst, Frans van Mieris starejši, Paulus Potter, Caspar Netscher, Jan Frans van Bloemen, Adam Frans van der Meulen, Godfried Schalcken, Adriaen van Utrecht, Johan Jongkind, Kees van Dongen, Anton Mauve, Allart van Everdingen, Vincent van Gogh in Piet Mondrian.
- Hieronymus Bosch:  Zapeljevanje  sv. Antona
- Frans van Mieris starejši (okoli 1650): Glasbeni pouk

#### Francoska umetniška zbirka
Francoska zbirka vsebuje več kot 250 slik n več kot 400 grafik in risb od 16. do zgodnjega 20. stoletja. Med francoskimi slikarji so zastopani: Nicolas Tournier, Robert Tournières, Hubert Robert, Gauguin, Renoir, Lautrec, Matisse, Monet, Cézanne, Degas, Corot, Paul Signac, Maurice Utrillo, Rodin, Georges Rouault, Pierre Bonnard, Pissarro, Redon, Gustave Moreau, Honoré Daumier, Eugène Carrière, Maurice de Vlaminck, André Derain, Suzanne Valadon, Forain, Robert Delaunay, Rosa Bonheur, Marie Laurencin in Félix Ziem. Med avtorji grafik in jedkanic  so dela: Charlesa Le Bruna, Sébastiena Bourdona, Jacquesa Callota, Charles-Françoisa Daubignyja, Degasa, Delacroixa, Jean-Baptiste-Camillea Corota, Le Corbusierja (3 grafike), Renoirja, Jeana Cocteauja, Eugènea Carrièrea  in drugih.
- Gauguin (1886): Tahitsko dekle
- Edgar Degas: Moški z mehkim klobukom
- Pierre-Auguste Renoir (1910): Golo dekle

#### Ruska umetniška zbirka
V ruski zbirki je 90 slik in veliko tiskov in risb. Večino del je muzeju daroval knez Pavel Karađorđević. V zbirki je tudi več kot 100 ikon iz 15. do 19. stoletja. V zbirki so dela slikarjev in kiparjev Ivana Ajvazovskega,  Marca Chagalla, Kandinskega, Roericha, Repina, Filipa Maljavins, Alekseja  Harlamova, Mihaila Larionova, Borisa Grigorijeva, Vladimirja Borovikovskega, Pavla Kuznjecova, Konstantina Korovina, Kazimira Maleviča, Alexandrea Benoisa, El Lisitcega, Mstislav Dobužinskega, Aleksandra Nikolajeviča Samohvalova, Pjotra Nilusa in drugih.
- Vladimir Borovikovski (1816): Karađorđe Petrović

#### Angleška umetniška zbirka
V angleški zbirki so dela slikarjev predvsem iz poznega 19. stoletja, večinoma impresionistov. Večino zbirke je doniral knez Pavel Karađorđević pred drugo svetovno vojno. V zbirki je 64 slik in akvarelov in 51 grafik in jedkanic. V zbirki so zastopani Alfred Sisley, Charles Conder, Philip Wilson Steer, Walter Sickert,   Hermione Hammond, James Bolivar Manson, Wyndham Lewis, Roger Fry, Duncan Grant, Vanessa Bell in Rowland Fisher in grafik William Hogarth.

#### Japonska umetniška zbirka
V japonski metniški zbirki je 220 del, med njimi 36 grafik in slik. Vse grafike so v žanru ukiyo-e, ki se je na Japonskem razvijal od 17.-19. stoletja. Eden on najpogostejših motivov je mesto Edo. V zbirki so dela Kunisade, Toyokunija, Keisai Eisena,  Hiroshigeja, Utamaroja in Cuguharu Foujite.

#### Avstrijska in nemška umetniška zbirka
V avstrijski in nemški zbirki je 112 slik in veliko grafih in jedkanic. Večina slik je iz 19. in 20. stoletja, večina grafik pa iz 15. stoletja. Med najslavnejšimi slikarji v zbirki so Max Liebermann, Lovis Corinth, Fritz von Uhde in Karl Hofer, med grafiki pa Albrecht Dürer (49 tiskov), Gustav Klimt, Lovis Corinth, Max Slevogt in drugi. Večino slik sta donirala rodbina Obrenović in knez Pavel Rarađorđević.
- Pan s Puti

#### Druge umetniške zbirke
V drugih umetniških zbirkah so dela španskih, ameriških, bolgarskih, madžarskih, poljskih, avstralskih, kitajskih, kanadskih in drugih avtorjev, med katerimi so najslavnejši El Greco, Picasso, Mary Cassatt, Burne Hogarth, Felix Philipp Kanitz, László Moholy-Nagy, Eduardo Arroyo, Erró, Sol LeWitt in drugi.

#### Srbska in jugoslovanska umetniška zbirka
Srbska in jugoslovanska umetniška zbirka ima več kot 6.000 predmetov iz obdobja od 17. do 20. stoletja. Med najbolj znanimi srbskimi slikarji so zastopani Marina Abramović, Paja Jovanović, Stojan Aralica, Petar Lubarda, Milan Konjović, Uroš Predić, Đura Jakšić, Marko Murat, Đorđe Andrejević Kun, Nadežda Petrović, Petar Dobrović, Mića Popović in Sava Šumanović. Muzej poseduje tudi dela slovenskih slikarjev:  Matija Jama (7 platen), Avgust Černigoj  (6 del, Skica za gledališče), Rihard Jakopič  (7 platen, Breze),  Ivan Grohar (Na paši) in Matej Sternen (4 platna, Bralka) in drugi.

#### Kipi
Muzej poseduje kipe od zgodnjega rimskega obdobja do 20. stoletja. Jugoslovanska zbirka ima 850 del, zbirka tujih umetnikov pa več kot 50. Najbolj znane so zbirke kipov Ivana Meštrovića (96 del), Tome Rosandića, Antuna Augustinčića, Frane Kršinića, Césarja Baldaccinija, Aristidea Maillolja, Georgea Minneje, Kaija Nielsena, Riste Stijovića, Matije Vukovića in Julije Knifer.

## Galerija
- Beograjska Nesminova mumija, 300 pr. n. št.
- Konstantin Danil (okoli 1840): Portret žene